# Wenn Änne, die Henne, spazierengeht
Wenn Änne, die Henne, spazierengeht (englischer Originaltitel Rosie’s Walk) ist ein Bilderbuch der Kinderbuchautorin und Illustratorin Pat Hutchins aus dem Jahr 1968. Die deutsche Erstausgabe erschien 1969 beim Verlag Stalling.

## Inhalt
Die Henne Änne geht auf ihrem Bauernhof spazieren und wird dabei von einem Fuchs verfolgt, der sie fressen möchte, sich dabei aber äußerst tollpatschig anstellt und von einem Missgeschick ins nächste stolpert. Änne kehrt schließlich unbeschadet und rechtzeitig zum Abendessen wieder in ihren Hühnerstall zurück.

## Besonderheiten
Wenn Änne, die Henne, spazierengeht wird als Beispiel für die erfolgreiche Verwendung von Ironie in einem Bilderbuch für Kleinkinder zitiert, da Text und Illustration gegensätzliche Handlungen darstellen. Für Carlos Otis Hurst hingegen ist Rosie’s Walk „ein gutes Buch für Leseanfänger, da jede Seite einen bedeutungsvollen Satz in großen Buchstaben und Bilder enthält, die genau mit diesem Satz übereinstimmen und eine zusätzliche Handlung bieten.“ Der Fuchs wird im Text kein einziges Mal erwähnt und die Henne Änne ist sich seiner Präsenz nicht bewusst. 47 Jahre nach Erscheinen von Rosie's Walk schrieb Hutchins mit Where, Oh Where, Is Rosie's Chick? eine Fortsetzung, in dem Änne die Henne auf die Suche nach ihrem frisch geschlüpften Küken geht.

## Kritik
Australische Literaturexperten empfinden Bücher wie Wenn Änne, die Henne, spazierengeht oder Possum Magic mittlerweile als veraltet und kulturell nicht vielfältig genug. Lehrer und Eltern sollen zwar nicht grundsätzlich auf derlei Kinderbuchklassiker verzichten, es wird allerdings empfohlen, unbedingt auch aktuelle Kinderbücher ins Leseportfolio mitaufzunehmen.

## Auszeichnungen
Wenn Änne, die Henne, spazierengeht wurde mit dem Notable Children’s Book Award der American Library Association ausgezeichnet. Das Bilderbuch ist zudem in dem literarischen Nachschlagewerk 1001 Kinder- und Jugendbücher – Lies uns, bevor Du erwachsen bist! für die Altersstufe 0–3 Jahre enthalten.

## Ausgaben
- Rosie’s Walk. Bodley Head, Großbritannien 1968 (librarything.com).
- Rosie’s Walk. Macmillan, USA 1968.
- Wenn Änne, die Henne, spazierengeht. Stalling, 1969.[6]

## Verfilmung
- Rosie’s Walk, 1970, vierminütiger Animationsfilm, Regie Gene Deitch